# Bundesverband der Kita- und Schulfördervereine
Der Bundesverband der Kita- und Schulfördervereine e. V. (BSFV) ist ein 2003 gegründeter Dachverband für Schulfördervereine. Der BSFV ist ein gemeinnütziger, eingetragener Verein mit Sitz in Tübingen, Baden-Württemberg. Der Verband vertritt die Belange von sieben Landesverbänden, die in Nord- und Ostdeutschland angesiedelt sind, und über 6500 Mitgliedern im gesamten Bundesgebiet und ist als Interessenverband beim Deutschen Bundestag registriert.

## Aufgaben
Der Verband fördert die Gründung von Fördervereinen für Schulen und Kitas und unterstützt diese. Der BSFV übernimmt hierbei auch die Interessenvertretung gegenüber Politik, Verwaltung und Öffentlichkeit. Eines der Hauptziele ist Bildung von Verbandsstrukturen auf Landesebene.

## Mandat
Der Verband ist von seinen Mitgliedern ermächtigt zur:
- Unterstützung von Eltern- und Förderung der Gründung dieser Vereine sowie der Förderung der Zusammenarbeit zwischen den geförderten Einrichtungen, den Vereinen und Dritten und Förderung von Transparenz
- Förderung der wissenschaftlichen Forschung und Begleitung, insbesondere um die Tätigkeiten von Eltern- und Schulfödervereinen zu verbessern
- Interessenvertretung gegenüber Politik und Öffentlichkeit
- Gründung von Landesverbänden

## Tätigkeit
Der Verband ist regelmäßig auf der didacta, der größten Fachmesse für Bildungswirtschaft in Europa, vertreten. Für den Förderpreis „Verein(t) für gute Schule“ der Stiftung Bildung nimmt der BSFV mit seinen angeschlossenen Landesverbänden die Bewerbungen entgegen und nominiert aus allen Bewerbern Kandidaten für den Förderpreis. Innerhalb des Förderprogramms „Kultur macht stark – Bündnisse für Bildung“ des Bundesministeriums für Bildung und Forschung bietet der Bundesverband mit seiner Maßnahme „Wir bilden Deutsch=Land“ umfassende finanzielle Förderung für lokale Geocaching-Maßnahmen in der Kinder- und Jugendarbeit an.